# Allostichaster regularis
Allostichaster regularis is een zeester uit de familie Stichasteridae.
De wetenschappelijke naam van de soort werd in 1928 gepubliceerd door Hubert Lyman Clark.